# Công an xã (Việt Nam)

Huy hiệu công an xã.

Công an xã là một thành phần chính thức trong hệ thống tổ chức của Công an nhân dân Việt Nam; Công an xã là lực lượng vũ trang làm nòng cốt trong phong trào toàn dân bảo vệ an ninh tổ quốc, đảm bảo an ninh, trật tự, an toàn xã hội ở cơ sở..., bố trí tại các xã và thị trấn - để đảm bảo an ninh, trật tự, an toàn xã hội ở địa phương.

## Tư cách
Công an xã là bộ phận không chính quy của Công an nhân dân Việt Nam vì họ không có quân hàm, không được đào tạo chính quy ở các trường của Bộ Công an. Ngoài trưởng ban công an xã ra, họ không được hưởng lương và các chế độ tài chính như bảo hiểm xã hội, bảo hiểm y tế, mà chỉ được phụ cấp. Phụ cấp do chính quyền tỉnh quyết định và không thống nhất giữa các tỉnh. So với lực lượng công an chính quy, công an xã có ít quyền hạn hơn. Bộ Công an coi lực lượng công an xã là lực lượng bán chuyên trách, nghĩa là công tác công an chỉ là nghề nghiệp phụ của những thành viên của lực lượng công an xã.
Tuy vậy, đây vẫn là một lực lượng chính thức của Công an Việt Nam. Họ có quân phục thống nhất trong toàn lực lượng. Công an xã có con dấu riêng và hoạt động trên cơ sở pháp lý quy định bởi pháp lệnh Công an xã.

## Tổ chức
Công an xã được bố trí tại các xã, gọi là ban công an xã do một trưởng công an xã đứng đầu. Ngoài ra, còn có phó trưởng công an xã và các công an viên. Công an viên được bố trí theo thôn, bản, buôn, ấp. Việc tuyển dụng các thành viên của ban công an xã do chính quyền xã tiến hành từ những người dân trong xã ở độ tuổi từ 18 trở lên, tối thiểu tốt nghiệp tiểu học. Vị trí trưởng công an xã còn phải được chủ tịch ủy ban nhân dân huyện phê duyệt. Vị trí phó trưởng công an xã còn phải được sự hợp y giữa chủ tịch ủy ban nhân dân xã và trưởng công an huyện. Công an viên do trưởng công an xã lựa chọn và chủ tịch ủy ban nhân dân xã phê duyệt. Vị trí trưởng công an xã thường do một thành viên của ủy ban nhân dân xã nắm giữ.
Hiện, toàn Việt Nam có 9.738 trưởng công an xã, 11.013 phó công an xã, và 94.687 công an viên.

## Phù hiệu và trang phục
Phù hiệu công an xã có hình lá chắn, trên nền biểu tượng ở giữa có hình thanh kiếm và ngôi sao năm cánh màu vàng, dưới biểu tượng là hình nửa bánh xe và có hình cuốn thư màu vàng, trên nền cuốn thư có chữ "Công an xã" màu đỏ. Phù hiệu được gắn trên mũ và tay áo bên trái của đồng phục. Đồng phục công an xã màu cỏ úa. Mũ mềm hoặc mũ cứng. Dây lưng màu nâu với khóa vàng. Giầy da đen.

## Lịch sử
Lực lượng công an xã được thành lập từ ngày 10 tháng 10 năm 1950 do Hồ Chí Minh ra sắc lệnh thành lập nhằm duy trì trật tự ở những vùng được giải phóng bởi Đảng Cộng sản Việt Nam

## Hoạt động
Công an xã hoạt động dựa theo văn bản pháp lý là Nghị định số 40/1999/NĐ-CP Lưu trữ ngày 28 tháng 10 năm 2009 tại Wayback Machine ngày 23 tháng 6 năm 1999 của Chính phủ Việt Nam. Lực lượng này được đánh giá là đã hoạt động hiệu quả trong công tác giữa gìn an ninh và trật tự ở các xã, thị trấn. Do được trang bị kém, lực lượng mỏng, nên công việc của công an xã tương đối nguy hiểm. Từ tháng 6/1999 đến tháng 3/2008 toàn quốc có 41 cán bộ công an xã đã hy sinh và 350 cán bộ công an xã bị thương trong khi thi hành nhiệm vụ.
Tuy nhiên, do ít được đào tạo, tập huấn về pháp luật và do việc lựa chọn tuyển dụng thiếu chặt chẽ, nên không ít trường hợp thành viên của lực lượng công an xã vi phạm pháp luật.